# Liste der Stolpersteine in Wittichenau

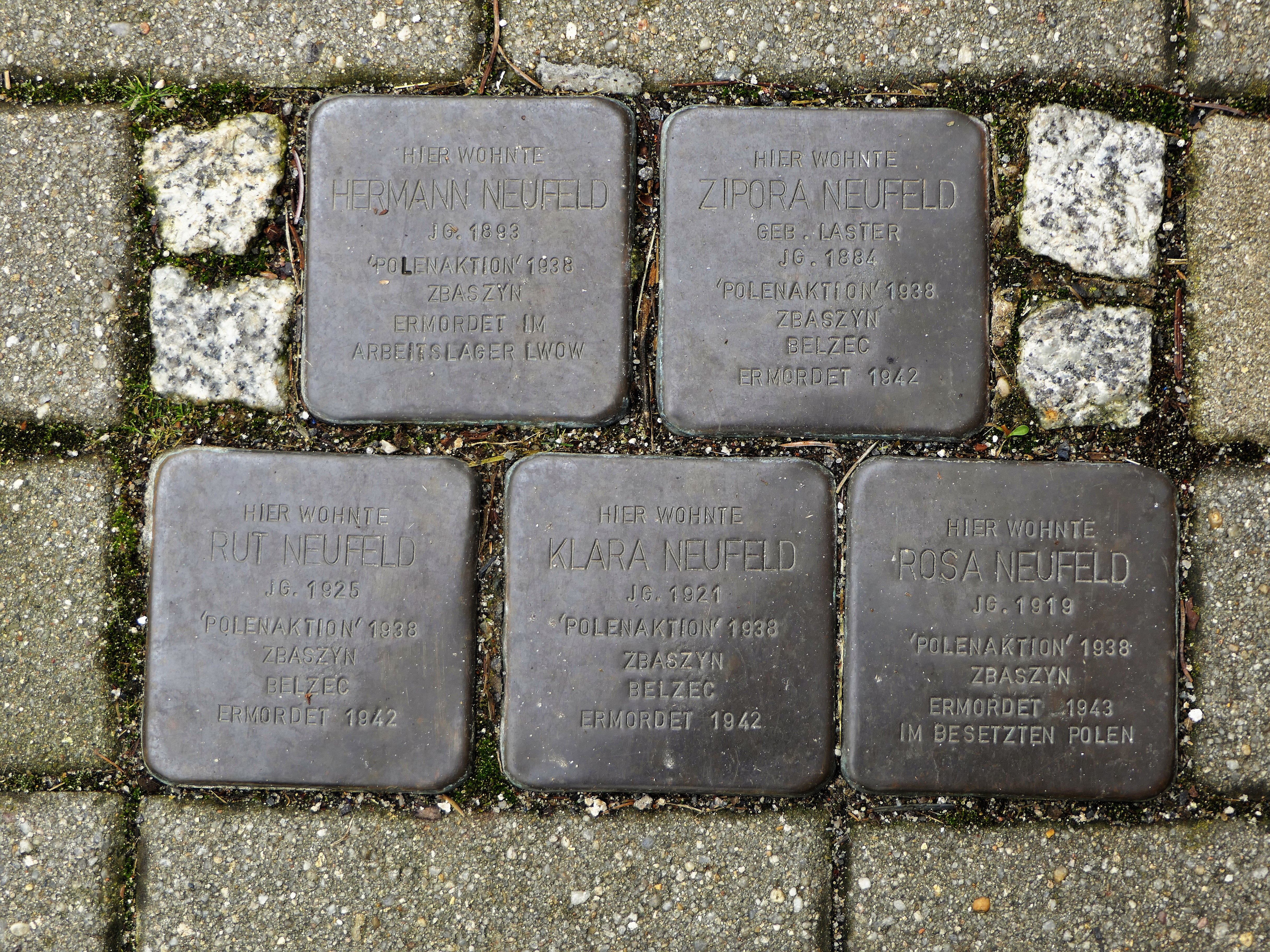
Stolpersteine in Wittichenau

Die Liste der Stolpersteine in Wittichenau enthält alle Stolpersteine, die im Rahmen des gleichnamigen Kunst-Projekts von Gunter Demnig in Wittichenau verlegt wurden. Mit ihnen soll an Opfer des Nationalsozialismus erinnert werden, die in Wittichenau lebten und wirkten.

## Verlegte Stolpersteine
In Wittichenau wurden fünf Stolpersteine an einem Standort verlegt.
| Stolperstein | Inschrift                                                                                       | Standort           | Name, Leben |
| ------------ | ----------------------------------------------------------------------------------------------- | ------------------ | --- |
|              | Hier wohnte Hermann Neufeld Jg. 1893 ‘Polenaktion’ 1938 Zbąszyń ermordet im Arbeitslager Lwow   | Hosker Straße 30 · | Hermann Neufeld wurde am 1. Januar 1893 in Solotyj Potik im Rajon Butschatsch (Buczacz) in Galizien geboren. Seine Frau Zipora Neufeld, geb. Laster, wurde am 3. Mai 1884 in Horodenka geboren. Das Ehepaar hatte 3 Töchter. Als erste kam Rosa Rosel am 29. Januar 1919 im slowakischen Mlynica zur Welt; Klara Czarna wurde am 1. April 1921 und Rut am 15. Januar 1925 in Horodenka geboren. Als kleiner Textilhändler lebte die aus Polen kommende jüdische Familie bis 1938 in Wittichenau. Die ganze Familie wurde am 28. Oktober 1938 im Rahmen der sogenannten „Polen-Aktion“ nach Polen abgeschoben und schließlich ins Ghetto Lemberg (Lwow) deportiert. Der Vater wurde im Lemberger Ghetto ermordet; Mutter und Töchter wurden im Vernichtungslager Belzec vergast. |
|              | Hier wohnte Klara Neufeld Jg. 1921 ‘Polenaktion’ 1938 Zbąszyń Bełżec ermordet 1942              | Hosker Straße 30 · | Hermann Neufeld wurde am 1. Januar 1893 in Solotyj Potik im Rajon Butschatsch (Buczacz) in Galizien geboren. Seine Frau Zipora Neufeld, geb. Laster, wurde am 3. Mai 1884 in Horodenka geboren. Das Ehepaar hatte 3 Töchter. Als erste kam Rosa Rosel am 29. Januar 1919 im slowakischen Mlynica zur Welt; Klara Czarna wurde am 1. April 1921 und Rut am 15. Januar 1925 in Horodenka geboren. Als kleiner Textilhändler lebte die aus Polen kommende jüdische Familie bis 1938 in Wittichenau. Die ganze Familie wurde am 28. Oktober 1938 im Rahmen der sogenannten „Polen-Aktion“ nach Polen abgeschoben und schließlich ins Ghetto Lemberg (Lwow) deportiert. Der Vater wurde im Lemberger Ghetto ermordet; Mutter und Töchter wurden im Vernichtungslager Belzec vergast. |
|              | Hier wohnte Rosa Neufeld Jg. 1919 ‘Polenaktion’ 1938 Zbąszyń ermordet 1943 im besetzten Polen   | Hosker Straße 30 · | Hermann Neufeld wurde am 1. Januar 1893 in Solotyj Potik im Rajon Butschatsch (Buczacz) in Galizien geboren. Seine Frau Zipora Neufeld, geb. Laster, wurde am 3. Mai 1884 in Horodenka geboren. Das Ehepaar hatte 3 Töchter. Als erste kam Rosa Rosel am 29. Januar 1919 im slowakischen Mlynica zur Welt; Klara Czarna wurde am 1. April 1921 und Rut am 15. Januar 1925 in Horodenka geboren. Als kleiner Textilhändler lebte die aus Polen kommende jüdische Familie bis 1938 in Wittichenau. Die ganze Familie wurde am 28. Oktober 1938 im Rahmen der sogenannten „Polen-Aktion“ nach Polen abgeschoben und schließlich ins Ghetto Lemberg (Lwow) deportiert. Der Vater wurde im Lemberger Ghetto ermordet; Mutter und Töchter wurden im Vernichtungslager Belzec vergast. |
|              | Hier wohnte Rut Neufeld Jg. 1925 ‘Polenaktion’ 1938 Zbąszyń Bełżec ermordet 1942                | Hosker Straße 30 · | Hermann Neufeld wurde am 1. Januar 1893 in Solotyj Potik im Rajon Butschatsch (Buczacz) in Galizien geboren. Seine Frau Zipora Neufeld, geb. Laster, wurde am 3. Mai 1884 in Horodenka geboren. Das Ehepaar hatte 3 Töchter. Als erste kam Rosa Rosel am 29. Januar 1919 im slowakischen Mlynica zur Welt; Klara Czarna wurde am 1. April 1921 und Rut am 15. Januar 1925 in Horodenka geboren. Als kleiner Textilhändler lebte die aus Polen kommende jüdische Familie bis 1938 in Wittichenau. Die ganze Familie wurde am 28. Oktober 1938 im Rahmen der sogenannten „Polen-Aktion“ nach Polen abgeschoben und schließlich ins Ghetto Lemberg (Lwow) deportiert. Der Vater wurde im Lemberger Ghetto ermordet; Mutter und Töchter wurden im Vernichtungslager Belzec vergast. |
|              | Hier wohnte Zipora Neufeld geb. Laster Jg. 1884 ‘Polenaktion’ 1938 Zbąszyń Bełżec ermordet 1942 | Hosker Straße 30 · | Hermann Neufeld wurde am 1. Januar 1893 in Solotyj Potik im Rajon Butschatsch (Buczacz) in Galizien geboren. Seine Frau Zipora Neufeld, geb. Laster, wurde am 3. Mai 1884 in Horodenka geboren. Das Ehepaar hatte 3 Töchter. Als erste kam Rosa Rosel am 29. Januar 1919 im slowakischen Mlynica zur Welt; Klara Czarna wurde am 1. April 1921 und Rut am 15. Januar 1925 in Horodenka geboren. Als kleiner Textilhändler lebte die aus Polen kommende jüdische Familie bis 1938 in Wittichenau. Die ganze Familie wurde am 28. Oktober 1938 im Rahmen der sogenannten „Polen-Aktion“ nach Polen abgeschoben und schließlich ins Ghetto Lemberg (Lwow) deportiert. Der Vater wurde im Lemberger Ghetto ermordet; Mutter und Töchter wurden im Vernichtungslager Belzec vergast. |

## Verlegedatum
- 26. Juli 2012